# 渡邊洋子
渡邊 洋子（わたなべ ようこ、1959年 - ）は、日本の教育学者、社会学者。新潟大学創生学部教授。群馬県出身。生涯教育学、社会教育史、ジェンダー論を専門とする。

## 略歴
1959年、群馬県生まれ。東京学芸大学幼稚園教員養成課程幼稚園科、お茶の水女子大学文学研究科社会教育学専攻を経て、同大学院博士課程人間文化研究科単位取得満期退学。日本学術振興会特別研究員、お茶の水女子大学人間文化研究科助手、法政大学、神奈川大学、明治大学等の非常勤講師、新潟中央短期大学幼児教育科助教授、2004年京都大学大学院教育研究科准教授。2017年から新潟大学創生学部教授。
2007年、『女性専門職教育の源流:吉岡彌生の「女医」養成論の生涯教育学的研究』によって京都大学から博士（教育学）の学位を取得した。

## 研究
現在は、以下のような研究を行っている。

## 受賞歴
- 1993年9月、吉岡弥生研究に対し、国際女性学会第二回女性学研究国際奨励賞受賞[要出典]。

## 著書

### 単著
- 『満洲「大陸の花嫁」はどうつくられたか』（共同執筆）（明石書店、1996年）
- 『近代日本女子社会教育成立史―処女会の全国組織と指導思想』（明石書店、1997年）
- 『生涯学習時代の成人教育学―学習者支援へのアドヴォカシー』（明石書店、2002年）

### 共編著
- 相庭和彦共編『日中韓の生涯学習:伝統文化の効用と歴史認識の共有』（明石書店、2013年）
- 前平泰志監修『生涯学習概論:知識基盤社会で学ぶ・学びを支える（講座・図書館情報学）』（ミネルヴァ書房、2014年）

### 翻訳
- マルカム・S・ノールズ『学習者と教育者のための自己主導型学習ガイド:ともに創る学習のすすめ』（明石書店、2011年）